# Miles Joseph
Miles Joseph est un joueur de soccer américains à la retraite.
Durant sa carrière de joueur professionnel de soccer, il a été sélectionné à trois reprises pour les États-Unis et a joué six saisons en Major League Soccer. Il était membre de l'équipe des États-Unis lors des Jeux olympiques d'été de 1996 à Atlanta.

## Jeunesse et collège
Né dans le Massachusetts, Miles grandit à Clifton Park, dans l'état de New York et il est diplômé de la Shenendehowa High School en 1992. Pendant sa carrière collégiale, il remporte trois championnats d'état. Il rentre à l'Université de Clemson durant l'automne 1992.

## Carrière en club
Le MetroStars sélectionne Joseph lors du deuxième tour du MLS College Draft 1996. Lors de la première saison de la MLS, il devient le premier remplaçant à rentrer en jeu dans l'histoire du club avant d'offrir la passe décisive sur le premier but de l'histoire du club. Durant la saison 1996, il figure souvent dans le onze de départ et réalise de bonnes performances, mais lors de la saison 1997, il doit partager son temps de jeu avec Braeden Cloutier, finissant tout de même la saison avec dix passes décisives au total. Il se blesse en 1998 et ne fait que trois apparitions dans le onze de départ, parvenant tout de même à marquer trois buts en championnat et un en playoff. Lors de la saison 1999, il ne parvient pas à marquer un seul but et en 2000, il ne fait que trois apparitions avant d'être échangé en mai au Crew de Columbus pour un choix du deuxième tour du Draft 2001. Joseph finit la saison 2000 avec Colombus avant d'être échangé aux Dallas Burn pour la saison 2001. À la fin de la saison, il est libéré de son contrat. Le 13 février 2003, les Dallas Sidekicks signent Miles alors qu'il était toujours sans contrat. Il ne joue que sept matchs avec les Sidekicks durant la saison 2002-2003 avant de quitter l'équipe pour devenir entraîneur-assistant dans l'équipe de football féminin du Siena College le 5 août 2003. Il devient plus tard le directeur technique de l'académie Players Soccer et le directeur exécutif du programme New York Elite soccer program à Clifton Park.
Par la suite, Miles devient entraîneur-assistant au Real Salt Lake et y reste quatre ans avant d'être nommé adjoint au New York City par Jason Kreis avec qui il avait travaillé pendant trois ans à Salt Lake. En fin de saison, il est démis de ses fonctions en même temps que l'entraîneur principal Jason Kreis qui n'a pas atteint l'objectif de qualification en séries.

## Carrière en équipe nationale
En 1993, Joseph est sélectionné pour un tournoi en Australie avec les États-Unis U20. Il marque un but lors d'une victoire 6 à 0 face à la Turquie. Les États-Unis obtiennent une victoire, un nul et une défaite lors de la phase de groupe, se qualifiant ainsi pour le second tour avant de s'incliner face au Brésil. En 1996, le sélectionneur américain Bruce Arena nomme Joseph dans sa liste pour les Jeux olympiques d'été de 1996. Encore une fois, l'équipe obtient une défaite, une victoire et un nul en phase de poule mais, cette fois-ci, sans parvenir à se qualifier pour la suite de la compétition.
Joseph est sélectionné pour la première fois en équipe des États-Unis alors qu'il rentre à la 89e minute de jeu à la place de Cobi Jones face au Salvador le 30 août 1996. Il rentre à nouveau en jeu face au Guatemala lors d'un match nul 2-2 le 21 décembre 1996.
Il fait sa première et dernière apparition dans le onze de départ des États-Unis face à la Chine le 29 janvier 1997. Perdant 2-0 à la mi-temps, il est remplacé par Cobi Jones lors du retour sur le terrain.